# Parobisium hastatum
Parobisium hastatum är en spindeldjursart som beskrevs av R. O. Schuster 1966. Parobisium hastatum ingår i släktet Parobisium och familjen helplåtklokrypare. Inga underarter finns listade i Catalogue of Life.